# Thief of Thieves
Thief of Thieves — серия комиксов, которую в 2012—2019 годах издавала компания Image Comics.

## Синопсис
Серия повествует о Конраде Полсоне — профессиональном воре, также известном как Редмонд.

## Коллекционные издания
| Название                               | Тип            | Дата выхода     | Собранный материал      | Кол-во страниц | ISBN                       |
| -------------------------------------- | -------------- | --------------- | ----------------------- | -------------- | -------------------------- |
| Thief of Thieves, Vol. 1: I Quit       | Мягкая обложка | 5 сентября 2012 | Thief of Thieves #1-7   | 152            | 978-1607065920, 1607065924 |
| Thief of Thieves, Vol. 2: Help Me      | Мягкая обложка | 8 мая 2013      | Thief of Thieves #8-13  | 144            | 978-1607066767, 1607066769 |
| Thief of Thieves, Vol. 3: Venice       | Мягкая обложка | 26 февраля 2014 | Thief of Thieves #14-19 | 128            | 978-1607068440, 1607068443 |
| Thief of Thieves, Vol. 4: The Hit List | Мягкая обложка | 17 декабря 2014 | Thief of Thieves #20-25 | 128            | 978-1632150370, 1632150379 |
| Thief of Thieves, Vol. 5: Take Me      | Мягкая обложка | 2 марта 2016    | Thief of Thieves #26-31 | 128            | 978-1632154019, 1632154013 |
| Thief of Thieves, Vol. 6: Gold Rush    | Мягкая обложка | 25 января 2017  | Thief of Thieves #32-37 | 128            | 978-1534300378, 1534300376 |
| Thief of Thieves, Vol. 7: Closure      | Мягкая обложка | 7 августа 2019  | Thief of Thieves #38-43 | 128            | 978-1534310360, 1534310363 |

## Реакция

### Отзывы критиков
На сайте Comic Book Roundup серия имеет оценку 7,4 из 10 на основе 129 рецензий. Эрик Норрис из IGN дал первому выпуску 8 баллов из 10 и посчитал, что рисунки художника «прекрасно дополняют историю». Оги де Блик-младший из Comic Book Resources писал, что у серии было хорошее начало. Эдвард Кей из Newsarama поставил дебюту оценку 6 из 10 и подумал, что он «кажется чем-то вроде фальстарта». Тони Герреро из Comic Vine вручил первому выпуску 3 звезды из 5 и отметил, что у него «должен быть правильный баланс, который знакомит с концепцией, захватывая и притягивая нового читателя».

### Продажи
Ниже представлен график продаж комикса за первый месяц выпуска на территории Северной Америки.

## Адаптации
AMC разрабатывает телесериал на основе комикса. Шоураннером будет Чарльз Эгли. В 2016 году Киркман сообщал, что сериал всё ещё в процессе производства.
В июле 2017 года вышел трейлер видеоигры Thief of Thieves, основанной на одноимённой серии комиксов. Её релиз состоялся через год, в июле 2018 года. Разработчиками выступили студии Rival Games и Skybound Games.